# كانيتو سول أوغليو
كانيتو سول أوغليو ( Upper Mantovano : Cané ) هي كومونا (بلدة) تقع في مقاطعة مانتوفا في منطقة لومباردي الإيطالية ، و تقع على بعد 100 كيلومترًا (62ميل) جنوب شرق ميلانو، و حوالي 35 كيلومترًا (22ميل) غرب مانتوفا.
تقع كانيتو سول أوغليو على حدود البلديات التالية: اكونجرا سول جيزي، أسولا، كالفاتون، كاسالرومانو، دريزونا، جزيرة دوفاريز، بيادينا.
يقع مطعم دال بيسكاتور الحاصل على ثلاث نجوم في "ميشلان"، و الذي تديره الشيف نادية سانتيني في مدينة كانيتو سول أوغليو.

## روابط خارجية
- الموقع الرسمي